# Xylica quadrispinosa
Xylica quadrispinosa is een insect uit de orde Phasmatodea en de familie Bacillidae. De wetenschappelijke naam van deze soort is voor het eerst geldig gepubliceerd in 1906 door de Oostenrijkse arts Ludwig Redtenbacher.